# 싱어게인 2 - 무명가수전
《싱어게인 2 - 무명가수전》(Sing Again2)는 대한민국 방송사 JTBC의 오디션 예능 텔레비전 프로그램이다.

## 기획 의도
'한 번 더' 기회가 필요한 가수들이 대중 앞에 다시 설 수 있도록 돕는 신개념 리부팅 오디션 프로그램이다.

## 방송 일정
| 방송 채널 | 방송 기간                         | 방송 시간                  | 비고 |
| --------- | --------------------------------- | -------------------------- | ---- |
| JTBC      | 2021년 12월 6일 ~ 2022년 1월 24일 | 매주 월요일 밤 9시 ~ 11시  |      |
| JTBC      | 2022년 2월 14일                   | 매주 월요일 밤 9시 ~ 11시  |      |
| JTBC      | 2022년 2월 28일                   | 매주 월요일 밤 9시 ~ 11시  |      |
| JTBC      | 2022년 2월 7일                    | 매주 월요일 밤 10시 ~ 12시 |      |
| JTBC      | 2022년 2월 21일                   | 매주 월요일 밤 10시 ~ 12시 |      |

## 참가자
1호에서 73호까지 참가하는 가수이다.
- 1호 : 아직 가수 (천둥) 슈가맨
- 2호 : 과제를 내주는 가수 (슬라이드로사) 찐 무명
- 3호 : 괌에서 온 가수 (주니퍼) 슈가맨
- 4호 : 무모한 가수 (신현희) 슈가맨
- 5호 : 우산이 싫은 가수 (이수훈) OST
- 6호 : 러닝머신 가수 (곽동현) 오디션 최강자
- 7호 : 미간으로 노래하는 가수 (김소연) 재야의 고수
- 8호 : 내 노래를 찾으러 온 가수 (임세준) 슈가맨
- 9호 : 이상한 가수 (오드리) 재야의 고수
- 10호 : 이승윤에게 되찾을 게 있는 가수 (Len) 오디션 최강자
- 11호 : 한(恨)을 노래하는 가수 (범승혁) 찐 무명
- 12호 : 초식동물 가수 (윤덕원) 재야의 고수
- 13호 : 서당에서 온 가수 (윤세나) 재야의 고수
- 14호 : 파란만장한 가수 (최성욱) 슈가맨
- 15호 : 언제나 가수 (김보희) 슈가맨
- 16호 : 아픈 손가락 가수 (ELO) 재야의 고수
- 17호 : 정통 하드록 가수 (윤성) 재야의 고수
- 18호 : 뿌리를 찾고 싶은 가수 (리아) 슈가맨
- 19호 : 자라는 가수 (홍은기) 홀로서기
- 20호 : 전주로 뜬 가수 (신용남) OST
- 21호 : 길바닥 가수 (백다연) 찐 무명
- 22호 : 다시 우리이고 싶은 가수 (울랄라세션) 오디션 최강자
- 23호 : 악기였던 가수 (한수지) OST
- 24호 : 컬러링 가수 (모세) 슈가맨
- 25호 : 우리 컴백할 가수 (리사) 슈가맨
- 26호 : 캐릭터 뒤에 숨은 가수 (이용신) OST
- 27호 : 이별을 앞둔 가수 (류진) 재야의 고수
- 28호 : 2주 가수 (백명한) 슈가맨
- 29호 : 사이버 가수 (제로) 슈가맨
- 30호 : 직업이 가수 (한동근) 오디션 최강자
- 31호 : 가수가 되고 싶은 가수 (신유미) 오디션 최강자
- 32호 : 평양냉면 같은 가수 (허규) 재야의 고수
- 33호 : 절망을 희망으로 바꾸려는 가수 (김기태) 재야의 고수
- 34호 : 희열 부인이였던 가수 (이나겸) 재야의 고수
- 35호 : 쓰리잡 가수 (최상은) 재야의 고수
- 36호 : 20대 가수 (새벽) 찐 무명
- 37호 : 막차 탄 가수 (박현규) 홀로서기
- 38호 : 미녀재즈 가수 (양지) 재야의 고수
- 39호 : 크레파스 같은 가수 (양현경) 슈가맨
- 40호 : 피터팬 가수 (임준혁) 홀로서기
- 41호 : 이선희가 무서워한 가수 (강지안) 재야의 고수
- 42호 : CEO 가수 (한태우) 재야의 고수
- 43호 : 천국과 지옥을 오간 가수 (김현성) 슈가맨
- 44호 : 흥부가수 (지현욱) 홀로서기
- 45호 : 두번 홀로 선 가수 (정유지) 홀로서기
- 46호 : 반만 가수 (진민호) 재야의 고수
- 47호 : 지켜야할 약속이 있는 가수 (룩현) 홀로서기
- 48호 : 과몰입 유발 가수 (안다은) OST
- 49호 : 다음장을 준비하는 가수 (이가은) OST
- 50호 : 연습장으로 돌아간 가수 (황지현) 홀로서기
- 51호 : 타조알 가수 (이하람) 찐 무명
- 52호 : 노래로 소문나고 싶은 가수 (김주나) 재야의 고수
- 53호 : 말하는 가수 (오열) 재야의 고수
- 54호 : 트로트 가수 (정다경) 오디션 최강자
- 55호 : 화개장터 가수 (해디) 재야의 고수
- 56호 : 가랑비 같은 가수 (한이서) 재야의 고수
- 57호 : 후덜덜한 가수 (조현영) 슈가맨
- 58호 : 기억나지 않는 가수 (길학미) 오디션 최강자
- 59호 : 유재석을 춤추게 한 가수 (정유경) 슈가맨
- 60호 : 그녀의 마음을 안아주고 싶은 가수 (A.S.H.) 찐 무명
- 61호 : 은둔 가수 (김시인) 찐 무명
- 62호 : 53.1% 가수 (안수지) OST
- 63호 : 심심한 가수 (배인혁) 오디션 최강자
- 64호 : 7080 가수 (서기) 찐 무명
- 65호 : 평화를 사랑하는 가수 (미기) 재야의 고수
- 66호 : 멘트 바보 가수 (김석영) 찐 무명
- 67호 : 한 골만 넣고 싶은 가수 (곽태풍) 찐 무명
- 68호 : 도토리 가수 (베니) 슈가맨
- 69호 : 강철 가수 (류지호) 찐 무명
- 70호 : 엄마도 가수 (동렬) 재야의 고수
- 71호 : 백업형 가수 (JUNE) 찐 무명
- 72호 : 만년 유망주 가수 (앤씨아) 홀로서기
- 73호 : 이번엔 우승할 가수 (이주혁) 오디션 최강자

## 출연진
- 이승기 - 진행자 MC
  - 김이나, 윤도현, 이선희, 유희열 (시니어, 심사위원)
  - 규현, 송민호, 선미, 이해리 (주니어, 심사위원)

### 스페셜 심사위원
- 윤종신 (코로나 확진된 유희열 대신)

## 최종 순위
- 같은 라운드에서 탈락한 참가자들은 탈락한 라운드에서의 성적이 우수한 순서로 기록

| 순위  | 이름 (호)               | 예명                      | 소속사                                      | 소속그룹                               |
| ----- | ----------------------- | ------------------------- | ------------------------------------------- | -------------------------------------- |
| 1위   | 김기태 (33호)           |                           | 25, 前엠보트, 前어치브디언                  | 케이큐브                               |
| 2위   | 김소연 (7호)            |                           | 제이윈                                      | 연                                     |
| 3위   | 윤재선 (17호)           | 윤성                      | 컬처팩토리아지트                            | 아프리카                               |
| 4위   | 박현규 (37호)           |                           | RBW                                         | 브로맨스                               |
| 5위   | 이주혁 (73호)           |                           | 록스타뮤직앤라이브                          | 기프트, 前루시                         |
| 6위   | 신유미 (31호)           |                           | 前오드아이앤씨, 前YG, 前JYP                 | 리딤                                   |
| Top10 | 배인혁 (63호)           |                           | 퀸                                          | 로맨틱펀치                             |
| Top10 | 이나겸 (34호)           | 나겸                      | 루니카즈, 前윈드밀, 前DSP                   | 나겸밴드                               |
| Top10 | 이다연 (64호)           | 서기                      | C&D                                         |                                        |
| Top10 | 박승일 (22호)           |                           | AAA, 울랄라컴퍼니, 前맨오브코리아           | 울랄라세션, 울랄라프레이즈, 맨오브케이 |
| Top10 | 김명훈 (22호)           | 前B.M                     | AAA, 울랄라컴퍼니, 前맨오브코리아           | 울랄라세션, 맨오브케이                 |
| Top10 | 최도원 (22호)           |                           | AAA, 울랄라컴퍼니                           | 울랄라세션, 울랄라프레이즈             |
| Top16 | 범승혁 (11호)           |                           |                                             | 한서린                                 |
| Top16 | 신현희 (4호)            |                           | 어필사운드                                  | 前신현희와김루트                       |
| Top16 | 김동렬 (70호)           | 동렬                      | 불가마                                      | 원디비, 템트                           |
| Top16 | 안성현 (60호)           | 애쉬                      | 리드머스                                    |                                        |
| Top16 | 이준상 (71호)           | 준                        | 플라네타리움                                |                                        |
| Top16 | 임준혁 (40호)           | 前준혁                    | C9, 前브이, 前JYP                           | 前비블라썸, 前DAY6                     |
| Top26 | 한태우 (42호)           | 태우                      | 미카이브                                    |                                        |
| Top26 | 류진 (27호)             | JIN                       | Sambong                                     | 트라이브                               |
| Top26 | 최상은 (35호)           |                           |                                             | 직시                                   |
| Top26 | 양현숙 (39호)           | 양현경                    |                                             | 前배따라기                             |
| Top26 | 안다은 (48호)           |                           | 에이드, 前모그                              | 디에이드, 前어쿠스틱 콜라보            |
| Top26 | 김석영 (66호)           |                           |                                             | 차차                                   |
| Top26 | 신용남 (20호)           |                           | 앤트홀                                      | 경인고속도로, 前글루미 써티스          |
| Top26 | 이민정 (55호)           | 해디                      | 솜                                          | 어느일상                               |
| Top26 | 조현영 (57호)           |                           | 주피터, 스타일디, 前사우스포, 前마마, 前DSP | 레인보우, 레인보우 픽시, 레인보우 블랙 |
| Top26 | 한동근 (30호)           |                           | 브랜뉴, 前플레디스                          |                                        |
| Top39 | 박준영 (3호)            |                           | 마이스타, 前마이다스                        | 주니퍼                                 |
| Top39 | 곽동현 (6호)            | 前원킬                    | 프로덕션이황                                | 소울 하모니, 인기현상                  |
| Top39 | 장원철 (10호)           | 렌                        |                                             | 렌미노                                 |
| Top39 | 윤세나 (13호)           | 세나                      |                                             | 동이혼                                 |
| Top39 | 김민경 (53호)           | 오열, 前싱어송라이터 진지 |                                             |                                        |
| Top39 | 홍은기 (19호)           |                           | 다올, 前곤                                  | 前RAINZ                                |
| Top39 | 김종범 (24호)           | 모세                      | KW                                          |                                        |
| Top39 | 정희선 (25호)           | 리사                      | 前엠아이랩                                  |                                        |
| Top39 | 강지안 (41호)           | Scary asian               |                                             |                                        |
| Top39 | 정유지 (45호)           |                           | 월드스타, 前YNB, 前AB, 前벤자민, 前JYP      | 前베스티, 前EXID                       |
| Top39 | 이하람 (51호)           | 하람                      |                                             |                                        |
| Top39 | 안수지 (62호)           | 수지, 지수                | A2Z                                         | 아가싱즈, 前바나나걸                   |
| Top39 | 임소은 (72호)           | 앤씨아                    | 제이플래닛                                  | 前UNI.T                                |
| Top73 | 박미영 (2호)            | 슬라이드로사              | 패쓰바이                                    |                                        |
| Top73 | 최성욱 (14호)           | 前에이스                  |                                             | 파란, 파란 더 페이스, 마이선셋         |
| Top73 | 양지 (38호)             |                           |                                             |                                        |
| Top73 | 정유경 (59호)           |                           |                                             | 前루머스, 前사계                       |
| Top73 | 곽태풍 (67호)           |                           | LINK6 Inc.                                  |                                        |
| Top73 | 박상현 (1호)            | 천둥                      | Lighthouse, 유시스트, 前에이팝, 前로엔      | 前엠블랙                               |
| Top73 | 진민호 (46호)           |                           | 반만                                        | 前Plain Note                           |
| Top73 | 김보희 (15호)           |                           |                                             | 모노                                   |
| Top73 | 김현성 (43호)           |                           | 前iMe KOREA                                 |                                        |
| Top73 | 류지호 (69호)           |                           |                                             | 오월오일                               |
| Top73 | 이수훈 (5호)            |                           | 네잎클로버                                  |                                        |
| Top73 | 윤덕원 (12호)           | 덕원                      | 브로콜리, 前루오바, 前붕가붕가              | 브로콜리 너마저                        |
| Top73 | 한수지 (23호)           |                           | 前JR                                        |                                        |
| Top73 | 김록현 (47호)           | 록현, 前로키              | 前티오피                                    | 前백퍼센트, 前점퍼                     |
| Top73 | 이가은 (49호)           |                           | 스타엔트리                                  | 페이지                                 |
| Top73 | 김주나 (52호)           |                           | 前뮤직K                                     |                                        |
| Top73 | 김채란 (56호)           | 한이서                    | 더하기                                      |                                        |
| Top73 | 김시인 (61호)           |                           |                                             | 오드                                   |
| Top73 | 배소민 (68호)           | 베니                      | 비바                                        | 상상밴드                               |
| Top73 | 임세준 (8호)            |                           | 도우즈, 前메이저9                           |                                        |
| Top73 | 이용신 (26호)           |                           | 前CJ                                        |                                        |
| Top73 | 백명한 (28호)           |                           | N.A.P.                                      | HIGH4                                  |
| Top73 | 허규 (32호)             |                           | 팝, 前어퍼                                  | 브릭, 세븐그램스, 前피노키오           |
| Top73 | 새벽 (36호)             |                           |                                             |                                        |
| Top73 | 황지현 (50호)           | 前지현                    | 前큐브                                      | 前가을로 가는 기차                     |
| Top73 | 이한나 (9호)            | 오드 리                   |                                             |                                        |
| Top73 | 류재연 (65호)           | 미기                      | BE, 前M2                                    |                                        |
| Top73 | 오민택 (16호)           | 엘로                      | AOMG                                        | VV:D, 몽구스                           |
| Top73 | 김재원 (18호)           | 리아                      | 랑, 前조선음향                              |                                        |
| Top73 | 백다연 (21호), 前백수지 |                           | 다니엘프로젝트                              |                                        |
| Top73 | 박성철 (29호)           | 제로, 前아담              |                                             |                                        |
| Top73 | 지현욱 (44호)           | 현욱                      | AI GRAND Korea                              | D-CRUNCH, G.I.G                        |
| Top73 | 이혜리 (54호)           | 정다경, 前베리소연        | 생각, 포켓돌스튜디오                        | 비너스                                 |
| Top73 | 길학미 (58호)           |                           | 오스카                                      |                                        |

## 에피소드 목록

### 1라운드 (조별 생존전)
제야의 고수 조
- 27호 : 이문세 - 빗속에서 (6) 합격
- 38호 : 김추자 - 님은 먼 곳에 (5) 보류→탈락
- 9호 : 자우림 - 마론인형 (0) 탈락
- 56호 : 펄 시스터즈 - 커피한 잔 (2) 탈락
- 42호 : 김현철 - 달의 몰락 (7) 합격
- 7호 : 이용 - 잊혀진 계절 (ALL) 합격
- 12호 : 김광진 - 진심 (2) 탈락
- 17호 : 김광석 - 일어나 (ALL) 합격
- 33호 : 김광석 - 너무 아픈 사랑은 사랑이 아니었음을 (ALL) 합격
- 13호 : 제시 - 어떤X (6) 합격
- 53호 : 이상은 - 언젠가는 (6) 합격
- 70호 : 강산에 - 아침의 사과 (7) 합격
- 34호 : 골목길 - 양동근 (ALL) 합격
- 55호 : 김광석 - 사랑했지만 (7) 합격
- 41호 : 아이유 - Coin (7) 합격

OST조
- 62호 : 청춘의 덫 - 청춘의 덫 (7) 합격
- 48호 : 묘해, 너와 - 연애의 발견 (ALL) 합격
- 23호 : Round and round - 도깨비 (2) 탈락
- 20호 : 바꿔 - 추노 (ALL) 합격

오디션 최강자조
- 22호 : 조용필 - 모나리자 (6) 합격
- 63호 : 들국화 - 아침이 밝아 올 때까지 (7) 합격
- 31호 : 블랙핑크 - how you like that (ALL) 합격
- 10호 : 박진영 - Kiss Me (7) 합격
- 30호 : 신성우 - 서시 (7) 합격
- 73호 : 장필순 - 어느새 (ALL) 합격
- 6호 : 김현식 - 바람인 줄 알았는데 (5) 보류→탈락→규현의 슈퍼어게인

찐 무명 조
- 51호 : 긱스 - 짝사랑 (ALL) 합격
- 11호 : 송창식 - 담배가게 아저씨 (7) 합격
- 64호 : 여진 - 그리움만 쌓이네 (ALL) 합격
- 71호 : Zion.T - Doop (ALL) 합격
- 66호 : 1OCM - Healing (6) 합격
- 60호 : 김건모 - 잠 못 드는 밤비는 내리고 (5) 보류→탈락

슈가맨 조
- 24호 : 사랑인걸 (7) 합격
- 4호 : 오빠야 (7) 합격
- 3호 : 하늘 끝에서 흘린 눈물 (6) 합격
- 43호 : Heaven (3) 탈락
- 59호 : 스톰 (5) 보류
- 25호 : 사랑하긴 했었나요 (7) 합격
- 39호 : 그댄 봄비를 무척 좋아하나요 (ALL) 합격
- 57호 : A (3)→선미의 슈퍼어게인

홀로서기 조
- 72호 : 채은옥 - 빗물 (7) 합격
- 19호 : 김완선 - 리듬 속에 그 춤을 (5) 보류→탈락
- 37호 : 윤종신 - 오르막길 (ALL) 합격
- 45호 : 선우정아 - 도망가자 (6) 합격
- 40호 : 임재범 - 이 밤이 지나면 (2)→윤도현의 슈퍼어게인

○ 최종 합격자 (슈퍼어게인 포함) 39명 ● 최종 탈락자 34명
미공개
- 1호 보류→탈락
- 2호 보류→탈락
- 5호 탈락
- 8호 탈락
- 14호 탈락
- 15호 탈락
- 16호 탈락
- 18호 탈락
- 21호 탈락
- 26호 탈락
- 28호 탈락
- 29호 탈락
- 32호 탈락
- 36호 탈락
- 44호 탈락
- 46호 탈락
- 47호 탈락
- 49호 탈락
- 50호 탈락
- 52호 탈락
- 54호 탈락
- 58호 탈락
- 61호 탈락
- 65호 탈락
- 67호 탈락
- 68호 탈락
- 69호 탈락

### 2라운드 (팀 대항전)
1차전
- 11 & 42호 믹스커피 : 흐린 기억 속의 그때(현진영) 7불 勝
- 41 & 51호 타조코인 : 아라비안 나이트(김준선) 1불 敗 (41호, 51호 탈락)

2차전
- 20 & 63호 스페이스2063 : 넋두리(김현식) 5불 勝
- 13 & 17호 유교걸 : 꿈(이현우) 3불 敗 (17호 생존, 13호 탈락)

3차전
- 4 & 57호 큰콩땅콩 : 불놀이야(옥슨80) 7불 勝
- 62 & 72호 청춘의 벗 : 그대 떠난 뒤(사랑과 평화) 1불 敗 (62호, 72호 탈락)

4차전
- 30 & 33호 호영호제 : 박하사탕(YB) 6불 勝
- 37 & 48호 빅아이즈 : 점점(브라운아이즈) 2불 敗 (37호 슈퍼어게인, 48호 생존)

5차전
- 22 & 55호 오잉오잉 : 크게 라디오를 켜고(시나위) 7불 勝
- 19 & 45호 넘잘예 : 아직도 어두운 밤인가봐(전영록) 1불 敗 (19호, 45호 탈락)

6차전
- 24 & 25호 몽키즈의 기적 : 전설 속의 누군가처럼(신승훈) 1불 敗 (24호, 25호 탈락)
- 40 & 60 & 71호 눈누난나 : 누난 너무 예뻐(샤이니) 7불 勝

7차전
- 7 & 53호 학생과 제자 : 거짓말 거짓말 거짓말(이적) 2불 敗 (7호 생존, 53호 탈락)
- 39 & 64호 엄마와 딸 : 엄마가 딸에게(양희은) 6불 勝

8차전
- 3 & 6 & 10호 G.T.S : 님과 함께(남진) 3불 敗 (3호, 6호, 10호 탈락)
- 27 & 35 & 66호 육남매 : 거짓말이야(김추자) 5불 勝

9차전
- 31 & 34호 위치스 : 주문-MIROTIC(동방신기) 8불 勝
- 70 & 73호 깐부 : 일곱 색깔 무지개(김수철) 0불 敗 (70호 김이나의 슈퍼어게인, 73호 생존)

○ 합격 및 생존자(슈퍼어게인 포함) 26명 ● 탈락자 13명

### 3라운드 (라이벌전)
1차전
- 57호 : 나방의 꿈(이승기) 1불 敗
- 4호 : 타잔(윤도현) 7불 勝

2차전
- 20호 : 봄비(이정화) 1불 敗
- 63호 : 그때 그사람(심수봉) 7불 勝

3차전
- 42호 : 스피드(김건모) 4불 敗
- 11호 : 춤추는 나(강산에) 4불 勝

4차전
- 39호 : 옛사랑(이문세) 2불 敗
- 64호 : 추억의 책장을 넘기며(이선희) 6불 勝

5차전
- 37호 : 걱정말아요 그대(전인권) 6불 勝
- 48호 : 슬픈인연(나미) 2불 敗

6차전
- 27 & 35 & 66호 : 날 보러와요(방미) 2불 敗 (모두 탈락)
- 40 & 60 & 71호 : Dymamite(방탄소년단) 6불 勝

7차전
- 55호 : Brand New(신화) 1불 敗
- 22호 : 우리의 애기를 쓰겠소(SG워너비) 7불 勝

8차전
- 7호 : 내 마음 갈 곳에 없어(최백호) 3불 敗 (생존)
- 17호 : 창밖의 여자(조용필) 5불 勝

9차전
- 73호 : 찻잔(노고자리) 3불 敗 (송민호의 슈퍼어게인)
- 70호 : 세상만사(송골매) 5불 承

10차전
- 34호 : 가을 시선(한영대) 5불 勝
- 31호 : 울트라맨이야(서태지) 3불 敗 (생존)

11차전
- 30호 : 어떻게 사랑이 그래요(이승환) 0불 敗
- 33호 : 한숨(이하이) 8불 勝

○ 합격 및 생존자(추가 합격, 슈퍼어게인 포함) 16명 ● 탈락자 10명

### 4라운드 (TOP 10 결정전)
첫번째 조
- 4호 : 백만송이 장미(심수봉) 4불 (탈락 후보 → 탈락)
- 63호 : 셜록(샤이니) ALL (합격)
- 40호 : 소년이 어른이 되어(몽니) 1불 (탈락 후보 → 탈락)
- 17호 : 우리네 인생(해바라기) 6불 (합격)

두번째 조
- 71호 : 말하자면(김성재) 2불 (탈락 후보 → 탈락)
- 64호 : 길 위에서(최백호) 6불 (합격)
- 33호 : 제발(이소라) 7불 (합격)
- 70호 : 아시아의 불꽃(조용필) 4불 (탈락 후보 → 탈락)

세번째 조
- 11호 : 가로수 그늘 아래 서면(이문세) 5불 (탈락 후보 → 탈락)
- 60호 : 4 wallsf(x) 3불 (탈락 후보 → 탈락)
- 37호 : 그녀의 웃음 소리뿐(이문세) 7불 (합격)
- 73호 : 추억 속의 그대(황치훈) 5불 (합격)

네번째 조
- 22호 : FEVER(박진영) ALL (합격)
- 34호 : 난 괜찮아(진주) ALL (탈락 후보 → 패자부활전 승리)
- 7호 : 가리워진 길(유재하) 6 (탈락 후보 → 패자부활전 승리)
- 31호 : 그건 너(이장희) ALL (합격)

패자부활전
- 4호 : 소나기(부활)
- 60호 : Nothing Better(브라운 아이드 소울)
- 71호 : 우주를 건너(백애린)
- 11호 : 빗속의 여인(Add 4)
- 70호 : 노래여 잠에서 깨라(들국화)
- 40호 : 이 또한 지나가리라(임재범)
- 7호 : 어른(Sondia)
- 34호 : 믿어지지 않는 애기(조규찬)

○ 합격 및 생존자(패자부활전 승리 포함) 10명 ● 탈락자 6명

### 세미 파이널 (TOP 6 결정전)
명명식
- 7호 : Falling Down(김소연)
- 17호 : 길 위에서(윤성)
- 22호 : 아름다운 밤(울랄라세션)
- 31호 : Hitchhiker(신유미)
- 33호 : 우연처럼, 인연처럼, 운명처럼(김기태)
- 34호 : FRee(나겸)
- 37호 : 꽃(박현규)
- 63호 : 토요일 밤이 좋아(배인혁)
- 64호 : 과제(서기)
- 73호 : 넌 나에게(이주혁)

1차전
- 윤성 : 매일 매일 기다려(티삼스) 5불 (합격)
- 배인혁 : Fakelove(방탄소년단) 3불 (탈락 후보 → 탈락)

2차전
- 박현규 : 천일동안(이승환) 8불 (합격)
- 울랄라세션 : 바람의 노래(조용필) 0불 (탈락 후보 → 탈락)

3차전
- 나겸 : 처음 느낌 그대로(이소라) 1불 (탈락 후보 → 탈락)
- 이주혁 : 라일락이 질 때(이선희) 7불 (합격)

4차전
- 김기태 : 그날들(김광석) 7불 (합격)
- 서기 : 새(전람회) 1불 (탈락 후보 → 탈락)

5차전
- 신유미 : 나 어떡해(샌드 페블즈) 5불 (합격)
- 김소연 : 미소를 띄우며 나를 보낸 그 모습처럼(이은하) 3불 (탈락 후보 → 패자부활전 승리)

패자부활전
- 22호 : 나만 몰랐던 이야기(아이유)
- 63호 : 하하하쏭(자우림)
- 34호 : 가려진 시간 사이로(윤상)
- 7호 : 얼음 요새(디어클라우드)
- 64호 : 서른 즈음에(김광석)

○ 합격 및 생존자(패자부활전 승리 포함) 6명 ● 탈락자 4명

### 파이널 (TOP 3 결정전)
파이널 경연
- 김소연 : 사람들은 모두 변하나봐(봄여름가을겨울)
  - 온라인 사전 투표 : 176,560표(25.2%)
    - 온라인 사전 투표 점수 : 252.37점(699,595표)

  - 심사위원 점수 : 751점
    - 심사위원 투표 점수 : 669.04점(4,490점)

  - 실시간 문자 투표 : ?
    - 실시간 문자 투표 점수 : 689.36점(820,648콜)

  - 최종 점수 : 1610.77점
  - 최종 순위 : 2위

- 김기태 : 사랑한 후에(전인권)
  - 온라인 사전 투표 : 187,640표(26.8%)
    - 온라인 사전 투표 점수 : 268,21점(699,595표)

  - 심사위원 점수 : 749점
    - 심사위원 투표 점수 : 667.26점(4,490점)

  - 실시간 문자 투표 : ?
    - 실시간 문자 투표 점수 : 1871.79점(820,648콜)

  - 최종 점수 : 2807.26점
  - 최종 순위 : 1위

- 이주혁 : 가시 나무(시인과 촌장)
  - 온라인 사전 투표 : 101,721표(14.5%)
    - 온라인 사전 투표 점수 : 145.40점(699,595표)

  - 심사위원 점수 : 746점
    - 심사위원 투표 점수 : 664.59점(4,490점)

  - 실시간 문자 투표 : ?
    - 실시간 문자 투표 점수 : 623.26점(820,648콜)

  - 최종 점수 : 1418.70점
  - 최종 순위 : 5위

- 신유미 : 아름다운 세상(이선희)
  - 온라인 사전 투표 : 81,161표
    - 온라인 사전 투표 점수 : 116.01점(699,595표)

  - 심사위원 점수 : 738점
    - 심사위원 투표 점수 : 667.46점(4,490점)

  - 실시간 문자 투표 : ?
    - 실시간 문자 투표 점수 : 455.27점(820,648콜)

  - 최종 점수 : 1228.74점
  - 최종 순위 : 6위

- 박현규 : 지나간다(김범수)
  - 온라인 사전 투표 : 85,247표(12.2%)
    - 온라인 사전 투표 점수 : 121.85점(699,595표)

  - 심사위원 점수 : 757점
    - 심사위원 투표 점수 : 674.39점(4,490점)

  - 실시간 문자 투표 : ?
    - 실시간 문자 투표 점수 : 623.29점(820,648콜)

  - 최종 점수 : 1419.53점
  - 최종 순위 : 4위

- 윤성 : 그대 앞에 난 촛불이어라(시나위)
  - 온라인 사전 투표 : 81.161표(11.6%)
    - 온라인 사전 투표 점수 : 95.15점(699,595표)

  - 심사위원 점수 : 749점
    - 심사위원 투표 점수 : 667.26점(4,490점)

  - 실시간 문자 투표 : ?
    - 실시간 문자 투표 점수 : 1871.79점(820,648콜)

  - 최종 점수 : 1514.98점
  - 최종 순위 : 3위

스페셜 무대
- 이무진 & 김소연 & 이주혁 : 신호등(이무진)
- 정홍일 & 윤성 & 김기태 : 해야(정홍일)
- 이승윤 & 신유미 & 박현규 : 흩어진 꿈을 모아서(이승윤)

## 시청률
최저 시청률과 최고 시청률은 시청률 조사회사와 지역별로 시청률에 차이가 있을 수 있습니다.

### 2021년
| 회차 | 방송일    | AGB 시청률     |
| 회차 | 방송일    | 대한민국(전국) |
| ---- | --------- | -------------- |
| 1    | 12월 6일  | 5.556%         |
| 2    | 12월 13일 | 6.922%         |
| 3    | 12월 20일 | 7.811%         |
| 4    | 12월 27일 | 7.752%         |

### 2022년
| 회차 | 방송일   | AGB 시청률     |
| 회차 | 방송일   | 대한민국(전국) |
| ---- | -------- | -------------- |
| 5    | 1월 3일  | 8.0%           |
| 6    | 1월 10일 | 7.6%           |
| 7    | 1월 17일 | 7.6%           |
| 8    | 1월 24일 | 8.1%           |
| 9    | 2월 7일  | 7.9%           |
| 10   | 2월 14일 | 6.6%           |
| 11   | 2월 21일 | 8.5%           |
| 12   | 2월 28일 | 8.7%           |

## 결방 및 편성 변경
- 2022년 1월 31일 : 설날 연휴 관계로 결방 및 싱어게인2 완전정복 편성
- 2022년 2월 21일 : 제20대 대통령선거 제1차 후보자토론회 편성 관계로 지연 편성 변경

## 같이 보기
- 탤런트 쇼
- 싱어게인
- 싱어게인1